# Landolfo Brancaccio
Landolfo Brancaccio (né à Naples, Italie, et mort le 29 octobre 1312 à Avignon) est un cardinal italien du XIIIe siècle, issu de l'illustre famille Brancaccio.
Les autres cardinaux de la famille sont Niccolò Brancaccio (1378), Rinaldo Brancaccio (1384), Ludovico Bonito (1408), Tommaso Brancaccio (1411), Francesco Maria Brancaccio (1633) et Stefano Brancaccio (1681).

## Biographie
Le pape Célestin V le crée cardinal lors du consistoire du 18 septembre 1294. Le cardinal Brancaccio est légat apostolique en Angleterre et en Sicile et administrateur du royaume de Sicile avec le prince Philippe de Tarente, le fils de Charles II de Sicile. Il assiste au concile de Vienne en 1311-1312.
Landolfo Brancaccio participe au conclaves de 1294 (élection de Boniface VIII), 1303 (élection de Benoît XI) et de 1304-1305 (élection de Clément V) .